# Raimundo António Rodrigues Serrão
Raimundo António Rodrigues Serrão ComC • OA • ComI (20 de maio de 1897 — 8 de abril de 1988) foi um militar e administrador colonial português.

## Biografia
Filho de António Raimundo Serrão e de sua mulher Rosa da Piedade Rodrigues e irmão do Tenente Francisco Raimundo Rodrigues Serrão, Cavaleiro da Ordem Militar de Avis a 16 de Maio de 1939.
A 5 de Outubro de 1933 foi feito Oficial da Ordem Militar de Avis e a 17 de Novembro de 1938 foi feito Comendador da Ordem Militar de Cristo.
Enquanto capitão do exército, foi director geral dos serviços do porto e caminhos de ferro, no Lobito e presidente do rádio clube do Sul de Angola.
Foi governador da Guiné Portuguesa de 1951 a 1953.
A 30 de Junho de 1953 foi feito Comendador da Ordem do Império.